# Dennis A. Dougherty
Dennis A. Dougherty (* 4. Dezember 1952 in Harrisburg (Pennsylvania)) ist ein US-amerikanischer Chemiker (Chemische Biologie, Organische Chemie).
Dougherty studierte an der Bucknell University mit dem Bachelor-Abschluss und dem Master-Abschluss 1974 und wurde 1978 an der Princeton University bei Kurt Mislow mit dem Thema Structural studies in polyarylethane chemistry promoviert. Als Post-Doktorand war er bei Jerome Berson an der Yale University. 1979 wurde er Assistant Professor, 1985 Associate Professor und 1989 Professor am Caltech, ab 2002 als George Grant Hoag Professor für Chemie.
Dougherty befasst sich mit physikalischer organischer Chemie, gespannten Kohlenwasserstoffen, Photochemie, molekularer Erkennung, Bi-Radikalen, bioorganischer Chemie und theoretischer und rechnergestützter organischer Chemie. Er befasst sich mit seiner Gruppe in jüngster Zeit insbesondere mit dem chemischen Verständnis von Ionenkanälen und Neurorezeptoren im Nervensystem.
Als Mechanismus bei Ionenkanälen untersuchte er Kationen-Pi-Systeme (wie sie bei der Wechselwirkung eines Kalium-Ions senkrecht auf einem Benzolring vorliegen), für die er ein elektrostatisches Modell entwickelte.
Für 2020 wurde Dougherty der Arthur C. Cope Award zugesprochen. 2010 erhielt er den Tolman Award, 1992 den Arthur C. Cope Scholar Award und 2008 den James Flack Norris Award. Er ist Mitglied der National Academy of Sciences (2009), der American Academy of Arts and Sciences (1999) und der American Association for the Advancement of Science (1993). 1983 bis 1985 war er Sloan Research Fellow.

## Schriften
- mit Eric V. Anslyn Modern Physical Organic Chemistry, Palgrave Macmillan 2005